# Gare de Lyon-Vaise
Gare de Lyon-Vaise vasútállomás Franciaországban, Vaise településen.

## Vasútvonalak
Az állomást az alábbi vasútvonalak érintik:
- Párizs–Marseille-vasútvonal

## Kapcsolódó állomások
A vasútállomáshoz az alábbi állomások vannak a legközelebb:
- Lyon-Perrache pályaudvar
- Gare de Lozanne
- Gare de Collonges - Fontaines